# 纪恩诗摩崖题记
28°11′06″N 121°16′25″E / 28.18487°N 121.27352°E
纪恩诗摩崖题记，又称寿星山摩崖石刻，是一个位于中国浙江省玉环市芦浦镇道头村的文物保护单位，是一处刻有五言长诗的石壁。该诗是清朝玉环厅同知徐荣在受到道光帝召见后，于1846年12月回到玉环所撰写。全诗共270字（一说250字），高2米、宽3米，是研究玉环历史、建置沿革与风土人情的重要资料。1981年以“纪恩诗摩崖石刻”为名被列入玉环县文物保护单位（现玉环市文物保护单位）。2011年1月7日以“纪恩诗摩崖题记”为名改列入浙江省文物保护单位。

## 背景
洪武二十年（1387年），因常有倭寇侵扰，今漩门湾以南玉环岛全境被迁弃，居民全部迁徙至内陆。期间多次有人尝试重新开垦玉环岛，但遭到失败。雍正六年（1728年）六月，在时任浙江巡抚李卫等人的努力下，玉环重新开垦，并正式设厅。:2

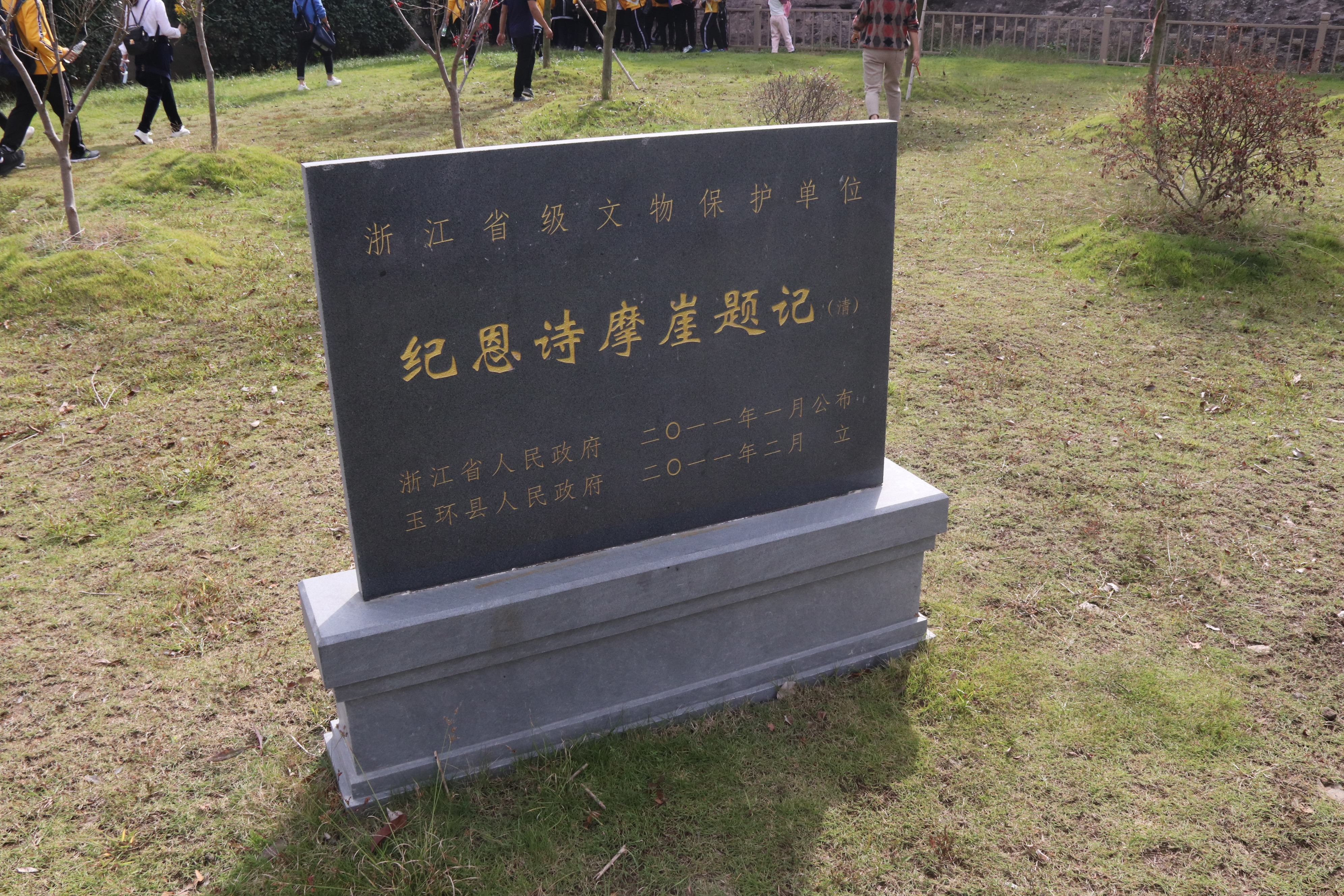
《纪恩诗》摩崖石刻的文保碑

徐荣出生于1792年，是清道光十六年（1836年）进士。1845年，徐荣升任温台玉环厅同知，并获得了道光帝的专门召见。道光帝询问徐荣有关玉环的历史、风土人情等等。最后，皇帝嘱咐徐荣上任后要勤政为民等。到任后，徐荣感慨万千，便就玉环的历史、建置沿革、风土人情、海防边防等情况，以及道光帝的召见情形写成一首五言长诗，于次年十二月将这首诗刻在境内芦浦寿星山东坡崖壁之上。这首长诗叫“纪恩恭衍”，其意是将皇帝的恩德恭敬地公布于众；但当地人称作“纪恩诗”。

## 内容
|                                                      | 臣再稽首对：地处温台滨。雍正五年前，弃之于荆榛。臣卫臣坦熊，垦复招徕勤。厥里七百余，廿二都以分。海山各星列，巨浸青嶙峋。东至日所出，实通日本津。设饷捕同知，训导巡检并。移乐太盘兵，设水陆两营。为温台藩篱，而海警以清。其民甚厚朴，所食皆自耕。三时亦讨海，耕海以为生。食乃薯之丝，人丝而畜茎。 |
| ——徐荣在《纪恩恭衍》中对研究现今玉环有重要意义的诗句 | |

《纪恩诗》摩崖石刻刻于芦浦镇道头村寿星山东坡崖壁，故又被称为“寿星山摩崖石刻”。该石刻高2米，宽3米，共刻有270字（一说250字）。该石刻的诗句，对研究清代玉环辖区的历史、文化、建置、民情等方面具有极高的史料价值。:595-596

## 现状
1981年，《纪恩诗》摩崖石刻被列入玉环县文物保护单位（现玉环市文物保护单位）。后来的2011年1月7日，它又以“《纪恩诗》摩崖题记”为名，改列入浙江省文物保护单位。:291
2014年11月，当地报刊《今日玉环》报道了《纪恩诗》摩崖石刻被人为破坏的行为。据报道，石刻旁边目前旁边建起了各种厂房，并有垃圾堆放，石刻下方还种了农作物。该报刊呼吁文物管理部门加强管理并重视文物保护。2018年，玉环市文化广电新闻出版局表示，将尽快安排对《纪恩诗》摩崖题记等文保单位的修缮和环境整治。